# Carlos Gustavo de Luca
Carlos Gustavo de Luca (* 13. Februar 1962 in Buenos Aires) ist ein ehemaliger argentinischer Fußballspieler, der in Argentinien, Chile, der Schweiz und Peru aktiv war. Er ist zudem Kriegsveteran des Falklandkriegs 1982.

## Karriere
Carlos Gustavo De Luca spielte bis zum Alter von 17 Jahren Rugby. 1982 leistete er seinen Militärdienst in der argentinischen Armee. 1982, der Stürmer spielte in der Reserve von River Plate, wurde er für den Falklandkrieg eingezogen und kämpfte in der Schlacht von Mount Longdon.
Wieder zurück beim Fußball nach seinem Kriegseinsatz suchte de Luca nach Freude und wechselte zu Aufsteigern der argentinischen Primera División. 1987 ging er erstmals ins Ausland zu den Santiago Wanderers, die in der zweiten chilenischen Spielklasse spielten. Dort wurde er Torschützenkönig der Liga und ging in die Primera División zu Deportes La Serena, wobei er die Pokalsaison beim CD Cobreloa verbracht hatte. 1988 wurde er Torschützenkönig der ersten Liga Chiles. Sein europäisches Abenteuer in der Schweiz beim FC Baden in der Nationalliga B endete mit 11 Toren in 11 Partien. Er kehrte nach nur wenigen Monaten nach Chile zurück, wo er fortan für den CD O’Higgins auf Torejagd ging. 1992 wurde er an den Copa Libertadores-Sieger CSD Colo-Colo verliehen. Nach weiteren Stationen in Peru bei Alianza Lima und in der chilenischen Primera División beendete de Luca 1996 bei Everton de Viña del Mar seine Karriere.

## Erfolge
CSD Colo-Colo
- Recopa Sudamericana: 1992

Persönlich
- Torschützenkönig der Primera División: 1988
- Torschützenkönig der Segunda División: 1987
- Torschützenkönig der Copa Chile: 1991